# Spinotrachelas namaquensis
Espèce
Spinotrachelas namaquensis est une espèce d'araignées aranéomorphes de la famille des Trachelidae.

## Distribution
Cette espèce est endémique du Cap-du-Nord en Afrique du Sud,. Elle se rencontre vers Nieuwoudtville.

## Description
La femelle holotype mesure 3,45 mm.

## Étymologie
Son nom d'espèce, composé de namaqu[aland] et du suffixe latin -ensis, « qui vit dans, qui habite », lui a été donné en référence au lieu de sa découverte, le Namaqualand.

## Publication originale
- Lyle, 2011 : The male of Fuchiba tortilis Haddad and Lyle, 2008 and three new species of Spinotrachelas Haddad, 2006 (Araneae: Corinnidae: Trachelinae) from South Africa. Annals of the Ditsong National Museum of Natural History, vol. 1, p. 123-131.